# ۱۷ دسامبر
۱۷ دسامبر سیصد و پنجاه و یکمین (در سال‌های کبیسه سیصد و پنجاه و دومین) روز سال در گاه‌شماری میلادی است. ۱۴ روز تا پایان سال باقی‌است.

## رویدادها
- ۱۳۹۸ - قوای ناصرالدین محمد تغلق‌شاهی در دهلی از تیمور لنگ شکست خورد.
- ۱۷۱۸ - جنگ اتحادیه مربع: بریتانیا اسپانیا اعلان جنگ داد.
- ۱۷۷۷ - فرانسه ایالات متحده را به رسمیت شناخت.
- ۱۸۱۹ - سیمون بولیوار استقلال کلمبیا کبیر را اعلان کرد.
- ۱۹۰۳ - به پرواز درآمدن نخستین هواپیمای موتوردار جهان توسط برادران رایت[۱]
- ۱۹۲۵ - شوروی با ترکیه پیمان عدم تجاوز امضاء کرد.
- ۱۹۳۹ - جنگ جهانی دوم: ناو ادمیرال گراف اشپی توسط خدمه خود غرق شد.
- ۱۹۶۱ - پایان استعمار پرتغال بر منطقهٔ گوا در هند
- ۱۹۸۷ - کارتون مگا من برای نخستین بار در ژاپن منتشر شد.
- ۲۰۱۰ - با اقدام محمد بوعزیزی، دست فروش تونسی به خودسوزی، خیزش ملت‌های عرب علیه رژیم‌های حاکمشان موسوم به بهار عربی با قیام مردم تونس علیه رژیم زین العابدین بن علی آغاز شد.
- ۲۰۱۳ - ترکیه با دستگیر کردن ۵۲ تن از مقامات بلندپایه از جمله رضا ضراب، تاجر ایرانی طرح مبارزه با فساد از رده‌های بالا را آغاز کرد.

## زادروزها
- ۱۷۷۰ - لودویگ فان بتهوون، آهنگ‌ساز آلمانی
- ۱۹۶۷ - جی‌جی دی‌آگوستینو، خواننده و آهنگ‌ساز ایتالیایی

## درگذشت‌ها
- ۱۸۳۰ - سیمون بولیوار، فرمانده انقلابی و سیاستمدار ونزوئلایی
- ۱۹۴۸ - اورویل رایت، یکی از مخترعین هواپیما
- ۱۹۸۷ - مارگریت یورسنار، نویسنده، شاعر و پژوهشگر فرانسوی
- ۲۰۰۹ - امین الحافظ، سیاست‌مدار و نخست‌وزیر سوریه
- ۲۰۱۷ - ادمون شحاده، شاعر و نمایشنامه‌نویس فلسطینی.[۲]

## جُستارهای وابسته
- ویکی‌پدیا:یادبودهای برگزیده/۱۷ دسامبر